# Sonate K. 205
La sonate K. 205 (L.S.23) en fa majeur est une œuvre pour clavier du compositeur italien Domenico Scarlatti.

## Présentation
La sonate K. 205 en fa majeur, notée Vivo, de forme libre, associe mouvements binaire et ternaire : d'abord un  puis un 
. Elle n'est pas sans parenté avec la sonate K. 211 avec ses notes répétées (Scarlatti précise le même Mutandi i detti) et la K. 214, avec ses syncopes. Elle pourrait avoir été composée expressément pour servir d'accompagnement musical à des pièces de marionnettes.

## Manuscrits
Le manuscrit principal est Parme IV 24 (Ms. A. G. 31409) copié en 1752 ; les autres sont Münster III 25 (Sant Hs 3966) et Vienne E 23 (VII 28011 E).

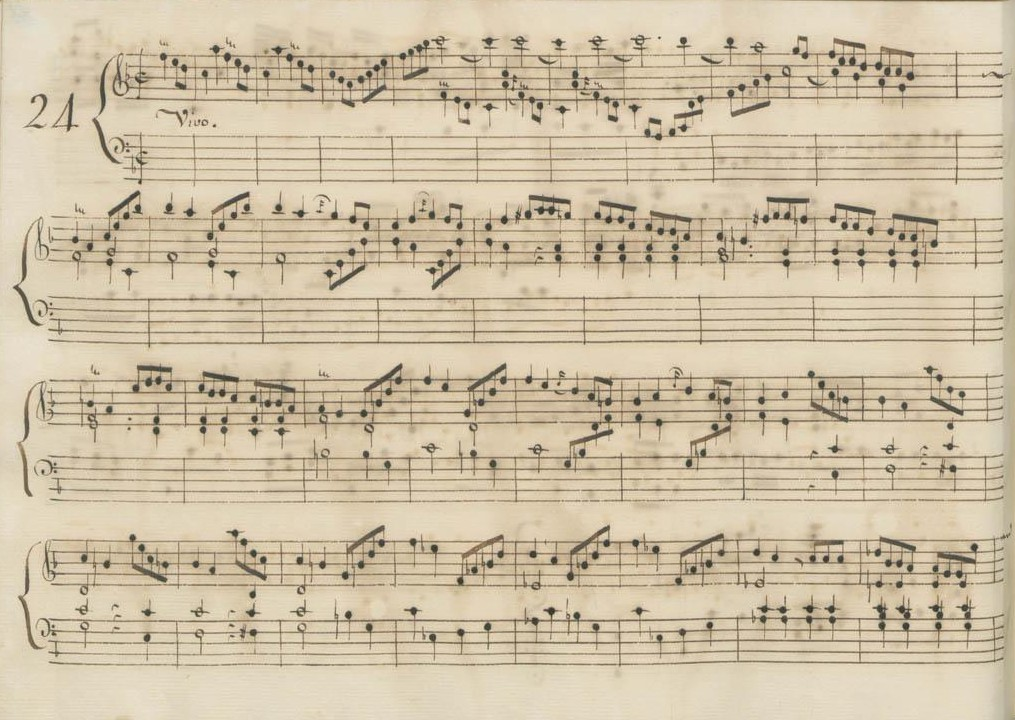
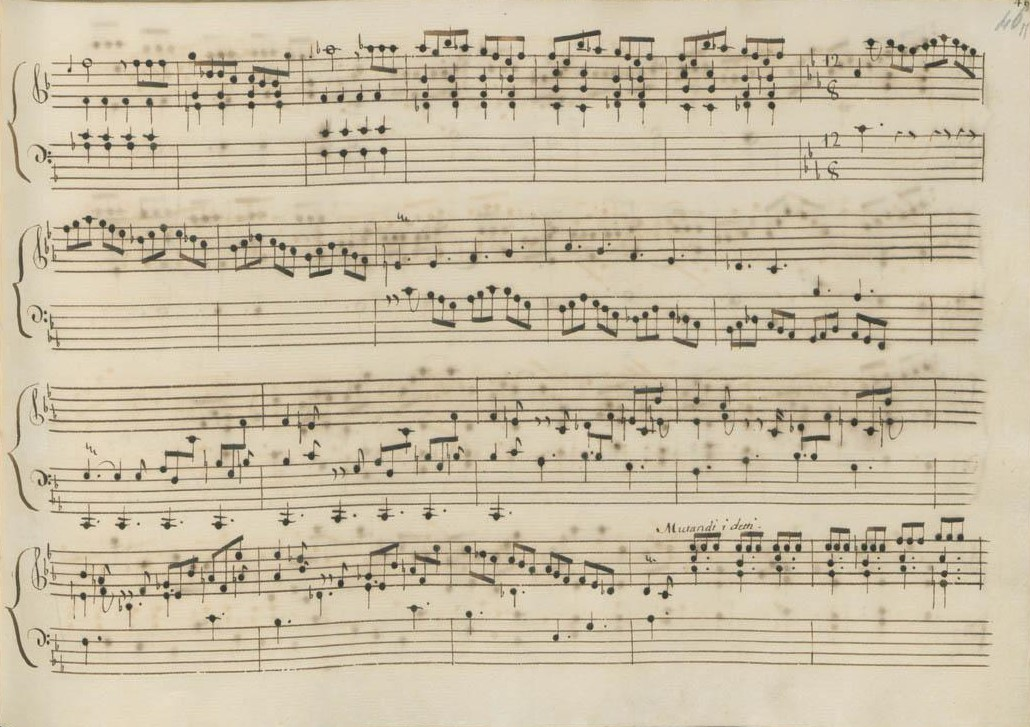

## Interprètes
La sonate K. 205 est défendue au piano notamment par Chu-Fang Huang (2008, Naxos, vol. 13), Carlo Grante (2009, Music & Arts, vol. 2) et Michelangelo Carbonara (Brilliant Classics) ; au clavecin par Rafael Puyana (1984, Harmonia Mundi), Scott Ross (1985, Erato), Richard Lester (2007, Nimbus, vol. 7), Pieter-Jan Belder (Brilliant Classics) et Pierre Hantaï (2016, Mirare, vol. 5).

## Sources
: document utilisé comme source pour la rédaction de cet article.
- Ralph Kirkpatrick (trad. de l'anglais par Dennis Collins), Domenico Scarlatti, Paris, Lattès, coll. « Musique et Musiciens », 1982 (1re éd. 1953 (en)), 493 p. (ISBN 978-2-7096-0118-4, OCLC 954954205, BNF 34689181).
- Alain de Chambure, « Domenico Scarlatti : Intégrale des sonates — Scott Ross », Erato (2564-62092-2), 1985 (OCLC 891183737) .
- (en) Carlo Grante, « Domenico Scarlatti, intégrale des sonates pour clavier (vol. 2) », Music & Arts (CD-1291), 2009 (OCLC 840087257) .